# Campo Belo
Campo Belo là một đô thị thuộc bang Minas Gerais, Brasil. Đô thị này có diện tích 526,753 km², dân số năm 2007 là 51375 người, mật độ 91,96 người/km².